# 彼岸過迄
『彼岸過迄』（ひがんすぎまで）は、夏目漱石の長編小説。1912年1月1日から4月29日まで「朝日新聞」に連載され、同年に春陽堂から刊行された。
「修善寺の大患」後初めて書かれた作品。自意識の強い男と、天真なその従妹との恋愛を描く。短編を集めて一つの長編を構成するという手法が具現化されている。『行人』『こゝろ』と続く、後期3部作の第1作である。
連載が始まる前年、漱石は文部省からの文学博士号の授与を辞退している。辞退した理由は、学位の授与を審議する博士会が授与を見送ったにもかかわらず、漱石が大病を患ってから一転授与に変じたことにあるとされている。

## 作品背景
漱石は1910年の夏に病を悪化させ、危篤状態になった（修善寺の大患）。この1年半ののちに「彼岸過迄」の連載が始まったのだが、漱石は連載開始に当たり、初日（1月1日）に、「彼岸過迄に就て」という題の序文を発表している。これによれば、長く休んだために面白いものを書かなくてはいけないと感じているとしている。また、「彼岸過迄」という題名は、元日から始めて彼岸過ぎまで書くつもりだったので名づけたことがわかる。
漱石は修善寺の大患のほかにも、発表前年の11月に、生後2年の五女ひな子が死亡している。また、江藤淳は漱石がこの時期に文壇で孤立化していたと指摘している。「彼岸過迄」は、序文にある通り、数本の短編が集まって1つの長編を構成する、という手法が採られている。柄谷行人は、これは「吾輩は猫である」と同じ構成だとして、この作品は漱石が原点回帰を図った探偵小説であると評論している。ただし、漱石はその序文で、数本の短編が集まって1つの長編を構成する作品はこれまで試みたことがないとしている。
連載が始まった日と同じ1912年1月1日には孫文が中華民国の成立を宣言し、その翌月に愛新覚羅溥儀が清朝皇帝を退位して清が滅亡している。中国情勢だけではなく世界情勢はいよいよ混迷を深め、日本が暗澹の渦中に身を置き始めた時代でもあった。作品にはそうした時代的背景が盛り込まれているが、序文に「今の世にむやみに新しがっているものは三越呉服店とヤンキーとそれから文壇における一部の作家と評家だろうと自分はとうから考えている。自分は凡て文壇に濫用される空疎な流行語を藉りて自分の作物の商標としたくない」とあり、100年を過ぎてなお色褪せない作品と言える。

## あらすじ
いくつかの短編小説を連ねることで一編の長編を構成するという試みがなされている。いくつかの章は話者がかわる。鈴木三重吉の選んだ「現代名作集第一編」には『須永の話』が独立した短編として収録され、『雨の降る日』は独立して文集『色鳥』に収録された。長編として厳密な統一性をもとめず、各章を個々の短編をかくようにして視点と文体の変化をさせている。各章の概要は以下である。
「風呂の後」
大学を卒業して仕事に就けないでいる田川敬太郎の人物像が、同じ下宿の住人で、さまざまな仕事を遍歴した森本と比較して描かれる。
「停留所」
大学の友人の須永の叔父で実業家の田口に就職を頼む決意して、須永の家を訪ねると一人の女が家にはいるのを目撃する。須永から紹介された田口からはある時間に小川町の停車場に降りるある男の電車から降りてからの2時間以内の行動を調べて報告しろという依頼を受ける。敬太郎はそれを実行する。停車場には女が人を待っていて、調査の依頼がされた男はその女性と町を歩く。ミステリー的な風味を評価する解説もある。
「報告」
「停留所」の種明かしの章で、田口から、調査した男への紹介状をもらって、敬太郎は男を訪問する。男は田口の義弟の松本で、女は田口の娘の千代子であったことが明かされる。松本は働かないで、財産で高等遊民として暮らしている。このイタズラを通じて、敬太郎は田口の家に出入りすることができるようになった。
「雨の降る日」
前の章で松本が雨の日に面会をことわった理由として、雨の降る日に幼い娘が突然死んだ話とその葬儀の話である。漱石自身の五女・雛子が1歳で急死した時の気持ちを松本に託した章である。
「須永の話」
須永と千代子の恋愛の話である。この章では語り手が須永に変わる。須永の母親は千代子と須永の結婚を強く望み、千代子も須永に好意をよせているが、須永はそれから逃げようとする。「千代子が僕の所へ嫁に来れば必ず残酷な失望を経験しなければならない。彼女は美くしい天賦の感情を、有るに任せて惜気もなく夫の上に注ぎ込む代りに、それを受け入れる夫が、彼女から精神上の営養を得て、大いに世の中に活躍するのを唯一の報酬として夫から予期するに違ひない。・・・僕は今云つた通り、妻としての彼女の美くしい感情を、さう多量に受け入れる事の出来ない至つて燻ぶつた性質なのだが、よし焼石に水を濺いだ時の様に、それを悉く吸ひ込んだ所で、彼女の望み通りに利用する訳には到底も行かない。もし純粋な彼女の影響が僕の何処かに表はれるとすれば、それは幾何説明しても彼女には全く分らない所に、思ひも寄らぬ形となつて発現する丈である。万一彼女の眼に留まつても、彼女はそれをコスメチツクで塗り堅めた僕の頭や羽二重の足袋で包んだ僕の足よりも難有がらないだらう。要するに彼女から云へば、美くしいものを僕の上に永久浪費して、次第々々に結婚の不幸を嘆くに過ぎないのである。」などの一節がある。
「松本の話」
松本が語り手となって、須永の千代子をさけようとする気持ちが、須永が母親の実の子供でなかったという出生の秘密にあったことが明かされる。松本は須永に意見して、須永は気持ちの整理のために、関西に一人で旅にでる。須永からの手紙がとどくようになり、内向から世間への関心をもつようになってきていることが示されて物語はおわる。

## 関係図
```

　　　　　　　　　　　　　　　 ┏━━━━━━━┳━━━━━━━━━━┓　
　　　　          父（死去）┳ 母              妹 ┳ 田口　　　      弟（松本）┳ 御仙
　　　　　　　　　　        ┃                  　┃           　  　　　　　　┃
 　               　┏━━━┻━┓        ┏━━━┻┳━━━┓　　　　　 ┏━━┻━━━┓
　（主人公）　　　　┃　　      ┃      　┃　　　  ┃  　　┃　　　 　  ┃　　　　　　┃
　田川敬太郎───須永市蔵　 妹（夭折）  千代子　 百代子　　吾一　　  　兄2姉2　　　　宵子（夭折）
　　　│  　（友人）　　　　　　　　　　　　　　　　│　　　　　　　　
　　　│　　　　　　　　　　　　　　　　　　　　　　│
　　　│　　　　　　　　　　　　　　　　　　　　　　│　　　
　　　森本　　　　　　　　　　　　　　　　　　　　 高木
　（同じ下宿）　　　　　　　　　　　　　　  （百代子の友人の兄）

```